# Artists United Against Apartheid
Artists United Against Apartheid (Artistas unidos contra el Apartheid) fue un grupo de protesta y activismo formado en 1985 por los músicos Steven Van Zandt y Arthur Baker en contra del apartheid en Sudáfrica. El grupo produjo la canción "Sun City", además del álbum del mismo nombre. La canción logró una modesta recepción en los Estados Unidos, alcanzando el puesto #38 en las listas Billboard en diciembre de 1985. En otros países logró una mayor repercusión.